# Ајело (Терамо)
Ајело (итал. Aiello) је насеље у Италији у округу Терамо, региону Абруцо.
Према процени из 2011. у насељу је живело 15 становника. Насеље се налази на надморској висини од 1019 м.